# Assemblée nationale constituante tunisienne de 1956
1re
Assemblée nationale
L'Assemblée nationale constituante tunisienne de 1956 (arabe : المجلس القومي التأسيسي التونسي) est une assemblée constituante de 98 membres élue le 25 mars 1956, cinq jours après la proclamation de l'indépendance de la Tunisie,. Elle fait aussi office de parlement monocaméral.
Une deuxième assemblée constituante est élue en 2011, à la suite de la révolution qui a causé la chute du régime du président Zine el-Abidine Ben Ali.

## Élections

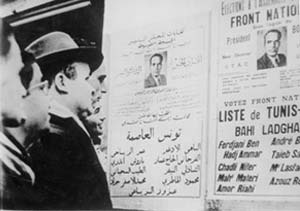
Affiches de la campagne pour l'élection de l'Assemblée constituante.

Le Front national, une alliance du Néo-Destour dirigé par Habib Bourguiba, de l'Union générale tunisienne du travail, de l'Union nationale des agriculteurs tunisiens et de l'Union tunisienne de l'industrie, du commerce et de l'artisanat, remporte la totalité des sièges, avec 98 % des suffrages exprimés pour une participation de 83,6 %.
| Parti                                          | Votes   | %    | Sièges |
| ---------------------------------------------- | ------- | ---- | ------ |
| Front national                                 | 597 763 | 98,7 | 98     |
| Parti communiste tunisien                      | 7 352   | 1,2  | 0      |
| Indépendants                                   | 235     | 0,1  | 0      |
| Votes blancs/invalides                         | 1 447   | -    | -      |
| Total                                          | 606 899 | 100  | 98     |
| Sources : Elections in Africa: A Data Handbook |         |      |        |

## Membres

### Répartition par circonscription électorale
| Image | Nom                     | Circonscription                       |
| ----- | ----------------------- | ------------------------------------- |
|       | Mongi Slim              | Banlieues de Tunis                    |
|       | Albert Bessis           | Banlieues de Tunis                    |
|       | Ahmed Mestiri           | Banlieues de Tunis                    |
|       | Tahar Ben Ammar         | Banlieues de Tunis                    |
|       | Aziz Djellouli          | Banlieues de Tunis                    |
|       | Mahmoud Ben Ezzedine    | Banlieues de Tunis                    |
|       | Hédi Nouira             | Bizerte-Mateur                        |
|       | Mustapha Ouali          | Bizerte-Mateur                        |
|       | Hamza Sta               | Bizerte-Mateur                        |
|       | Mohamed Lahbib          | Bizerte-Mateur                        |
|       | Habib Tliba             | Bizerte-Mateur                        |
|       | Ahmed Ben Hmida         | Bizerte-Mateur                        |
|       | Jallouli Farès          | Gabès-Djerba                          |
|       | Abderrahman Majoul      | Gabès-Djerba                          |
|       | Ahmed Ben Abdelkrim     | Gabès-Djerba                          |
|       | Abdelaziz Nouri         | Gabès-Djerba                          |
|       | Tahar Debaya            | Gabès-Djerba                          |
|       | Mustapha Filali         | Kairouan-Zlass                        |
|       | Mohamed Chakroun        | Kairouan-Zlass                        |
|       | Slah Kechrid            | Kairouan-Zlass                        |
|       | Abdesselem Achour       | Kairouan-Zlass                        |
|       | Mohamed Faleh Jehinaoui | Kairouan-Zlass                        |
|       | Hassen Sassi            | Kairouan-Zlass                        |
|       | Ezzeddine Abassi        | Kef-Teboursouk                        |
|       | Cheikh Ali Bouhjar      | Kef-Teboursouk                        |
|       | Larbi Abroug            | Kef-Teboursouk                        |
|       | Mohamed Karma           | Kef-Teboursouk                        |
|       | Salah Bel Aïech         | Kef-Teboursouk                        |
|       | Mohamed Masmoudi        | Mahdia-Souassi                        |
|       | Mohamed Kacem           | Mahdia-Souassi                        |
|       | M'hamed Sfar            | Mahdia-Souassi                        |
|       | Fredj Jemâa             | Mahdia-Souassi                        |
|       | Mohamed Jeddi           | Makthar-Siliana-Tajerouine            |
|       | Sadok Ben Yahmed        | Makthar-Siliana-Tajerouine            |
|       | Abdelhamid Bergaoui     | Makthar-Siliana-Tajerouine            |
|       | Mohamed Hamza           | Makthar-Siliana-Tajerouine            |
|       | M'hamed Chenik          | Medjerda-Zaghouan                     |
|       | Abderrahman Abdennebi   | Medjerda-Zaghouan                     |
|       | Ahmed Ghariani          | Medjerda-Zaghouan                     |
|       | Sliman Zouari           | Medjerda-Zaghouan                     |
|       | Habib Bourguiba         | Monastir-Jemmal                       |
|       | Hédi Bouslama           | Monastir-Jemmal                       |
|       | Ajmi Slim               | Monastir-Jemmal                       |
|       | Taïeb Mehiri            | Nabeul-Soliman                        |
|       | Hédi Ghalloussi         | Nabeul-Soliman                        |
|       | Mokhtar Azaïez          | Nabeul-Soliman                        |
|       | Sadok Boussofara        | Nabeul-Soliman                        |
|       | Béchir Bellagha         | Nabeul-Soliman                        |
|       | Mahmoud Zehioua         | Nabeul-Soliman                        |
|       | Mohamed Badra           | Nabeul-Soliman                        |
|       | Ahmed Ben Salah         | Ouerghemma-Tataouine-Matmata-Nefzaoua |
|       | Abderrahman Bouaouaja   | Ouerghemma-Tataouine-Matmata-Nefzaoua |
|       | Mahmoud Khiari          | Ouerghemma-Tataouine-Matmata-Nefzaoua |
|       | Nasr Marzougui          | Ouerghemma-Tataouine-Matmata-Nefzaoua |
|       | Mohamed Erray           | Ouerghemma-Tataouine-Matmata-Nefzaoua |
|       | Youssef Labbouz         | Ouerghemma-Tataouine-Matmata-Nefzaoua |
|       | Naceur Ben Jaafar       | Ouerghemma-Tataouine-Matmata-Nefzaoua |
|       | Ferjani Bel Haj Ammar   | Sfax-Skhira-Jebeniana                 |
|       | Ahmed Aloulou           | Sfax-Skhira-Jebeniana                 |
|       | Habib Achour            | Sfax-Skhira-Jebeniana                 |
|       | Hassen Chafroud         | Sfax-Skhira-Jebeniana                 |
|       | Mohamed Makni           | Sfax-Skhira-Jebeniana                 |
|       | Meftah Smiri            | Sfax-Skhira-Jebeniana                 |
|       | Ahmed Drira             | Sfax-Skhira-Jebeniana                 |
|       | Mahmoud El Ghoul        | Sfax-Skhira-Jebeniana                 |
|       | Tahar Abdelkefi         | Sfax-Skhira-Jebeniana                 |
|       | Ahmed Tlili             | Sidi Bouzid-Gafsa-Tozeur              |
|       | Houcine El Jaziri       | Sidi Bouzid-Gafsa-Tozeur              |
|       | Houcine Bouzaïane       | Sidi Bouzid-Gafsa-Tozeur              |
|       | Lamine Chebbi           | Sidi Bouzid-Gafsa-Tozeur              |
|       | Houcine Ben Salah       | Sidi Bouzid-Gafsa-Tozeur              |
|       | Glai Rachdi             | Sidi Bouzid-Gafsa-Tozeur              |
|       | Chedly Bach Tobji       | Sidi Bouzid-Gafsa-Tozeur              |
|       | Fathi Zouhir            | Souk Arbâa-Aïn Draham                 |
|       | Mohamed Kabani          | Souk Arbâa-Aïn Draham                 |
|       | Tahar Bourial           | Souk Arbâa-Aïn Draham                 |
|       | Salah Galâaoui          | Souk Arbâa-Aïn Draham                 |
|       | Sadok Mokaddem          | Souk Khemis-Béja                      |
|       | Ali Zlaoui              | Souk Khemis-Béja                      |
|       | Cherif Mrad             | Souk Khemis-Béja                      |
|       | Chedly Rehaïem          | Souk Khemis-Béja                      |
|       | Abdallah Farhat         | Sousse                                |
|       | Jelloul Ben Cherifa     | Sousse                                |
|       | Mohamed Romdhane        | Sousse                                |
|       | Mohamed Bellalouna      | Sousse                                |
|       | Ali Belhouane           | Thala-Sbeïtla                         |
|       | Habib Chatti            | Thala-Sbeïtla                         |
|       | Ammar Belhadj Othmane   | Thala-Sbeïtla                         |
|       | Ahmed Bellamine         | Thala-Sbeïtla                         |
|       | Bahi Ladgham            | Tunis                                 |
|       | Mohamed Chedly Ennaifer | Tunis                                 |
|       | Mahmoud El Materi       | Tunis                                 |
|       | Omar Riahi              | Tunis                                 |
|       | André Barouch           | Tunis                                 |
|       | Taïeb Sahbani           | Tunis                                 |
|       | Mohamed Lasfar Jerad    | Tunis                                 |
|       | Azzouz Rebaï            | Tunis                                 |
|       | Mahmoud Zerzeri         | Tunis                                 |

### Répartition par profession
- Agriculteurs : 19
- Avocats : 14
- Commerçants : 11
- Professeurs : 11
- Fonctionnaires : 10
- Instituteurs : 8
- Ouvriers : 7
- Médecins : 5
- Pharmaciens : 3
- Entrepreneurs : 3
- Journalistes : 2
- Postiers : 2
- Ingénieur : 1
- Artisan : 1
- Expert : 1

## Président
Le président de l'assemblée constituante veille à l'application du règlement intérieur, des décisions prises lors des séances plénières et des décisions du bureau. Il préside les réunions du bureau de l'assemblée ainsi que les séances plénières.
Le premier titulaire du poste est Habib Bourguiba, élu par l'assemblée constituante le 9 avril 1956. Le 15 avril, à la suite de la décision de l'assemblée de le nommer Premier ministre, il est remplacé par Jallouli Farès, qui quitte le poste après la fin de la mission de l'assemblée, le 1er juin 1959.

## Élections partielles
À la suite de la nomination de six gouverneurs, d'un délégué, de l'affectation d'un cadre aux services centraux et de la mort de deux élus parmi les membres de la constituante, des élections partielles ont eu lieu le 26 août 1956 et permettent l'élection des membres suivants :
| Image | Nom                | Circonscription                       |
| ----- | ------------------ | ------------------------------------- |
|       | Taoufik Ben Brahim | Bizerte-Mateur                        |
|       | Sadok Khalfallah   | Gabès-Djerba                          |
|       | Ahmed Amara        | Kef-Teboursouk                        |
|       | Bahri Barbouche    | Kef-Teboursouk                        |
|       | Mohamed Ennafti    | Makthar-Siliana-Tajerouine            |
|       | Taïeb Miladi       | Medjerda-Zaghouan                     |
|       | Rachid Driss       | Nabeul-Soliman                        |
|       | Mahmoud Ajili      | Ouerghemma-Tataouine-Matmata-Nefzaoua |
|       | Sadok Guermazi     | Sfax-Skhira-Jebeniana                 |
|       | Ahmed Senoussi     | Sidi Bouzid-Gafsa-Tozeur              |

## Décisions
À la suite des élections, Bourguiba est nommé Premier ministre.
Le 25 juillet 1957, l'assemblée constituante vote à l'unanimité pour l'abolition de la monarchie incarnée par Lamine Bey, l'établissement d'un régime républicain et la désignation de Bourguiba comme premier président de la République tunisienne.